# Anas superciliosa
Il germano del Pacifico o anatra nera del Pacifico  (Anas superciliosa J.F.Gmelin, 1789) è un uccello della famiglia degli Anatidi.

## Descrizione
La specie nidifica in Indonesia, Nuova Guinea, isole Salomone, Vanuatu, Nuova Caledonia, Australia, isole Caroline, Palau, Figi, Tonga, isole Samoa, isole Cook, isole della Società e Nuova Zelanda.